# Agua sobrecalentada
La expresión agua sobrecalentada se refiere al agua cuya temperatura está comprendida entre el punto de ebullición (100 °C) y la temperatura crítica (374 °C) y que se mantiene líquida por efecto de la presión. También se conoce como agua subcrítica y agua caliente a presión.
El agua sobrecalentada a que se refiere el presente artículo se mantiene líquida debido a que se somete a presión cuando sobrepasa el punto de ebullición, o porque se calienta en un depósito cerrado, con un espacio superior, donde el agua líquida está en equilibrio con el vapor a presión de saturación. No se trata de agua a presión atmosférica por encima de su punto de ebullición normal, que no ha hervido, debido a la falta de sitios de nucleación (lo que a veces ocurre cuando se calientan de líquidos en el microondas) para la que también se utiliza el término sobrecalentamiento.
Muchas de las propiedades anómalas del agua se deben a enlaces de hidrógeno muy fuertes. En una amplia gama de temperaturas de sobrecalentamiento, los enlaces de hidrógeno se rompen, cambiando sus propiedades más de lo que normalmente se esperaría mediante un aumento de temperatura por sí solo. El agua se convierte de hecho en menos polar y se comporta más como un disolvente orgánico, como el metanol o el etanol. En ella aumenta notablemente la solubilidad de los materiales orgánicos y gases, y puede actuar como un disolvente, reactivo o catalizador en aplicaciones industriales y de análisis, incluida la destilación, reacciones químicas y la limpieza.

## Cambio de las propiedades con la temperatura
Todos los materiales cambian con la temperatura, pero los cambios que muestra el agua son mucho mayores de lo esperado a partir del aumento de temperatura por sí solo. La viscosidad y la tensión superficial del agua bajan y la difusividad aumenta, al aumentar la temperatura. La autoionización del agua aumenta con la temperatura, y la pKw a 250 °C está más cerca de 11 que el más familiar 14 a 25 °C.  Eso significa que la concentración de iones hidronio (H3 O+) es más alta, y por lo tanto el pH es menor (aunque el nivel de hidróxido (OH-) se incremente en la misma cantidad lo que debería suponer que el agua siga siendo neutral).  También aumenta con la temperatura el calor específico a presión constante, desde 4,187 kJ/kg a 25 °C a 8,138 kJ/kg a los 350 °C.  La constante dieléctrica (permitividad relativa) disminuye significativamente a medida que aumenta la temperatura, que tiene un efecto importante sobre el comportamiento del agua a altas temperaturas.

## Explicación del comportamiento anómalo
El agua tiene una molécula polar, en la que los núcleos de carga positiva y negativa se separan.  Si se aplica un campo eléctrico, las moléculas se alinean con el campo. En el agua, la extensa red de los puentes de hidrógeno tiende a oponerse a esta alineación, y el grado en que esto ocurre se mide por la permitividad relativa. En el agua, los cambios de polaridad se transforman rápidamente en cambios de la orientación de los enlaces de hidrógeno enlazados, y por lo tanto el agua tiene una permitividad relativa alta, alrededor de 80 °C a temperatura ambiente. Esto permite al agua disolver las sales, ya que el campo eléctrico de atracción entre los iones se reduce en alrededor de 80 °C veces. A medida que aumenta la temperatura, el movimiento térmico de las moléculas trastorna la red de enlaces de hidrógeno, y por lo tanto disminuye la permisividad relativa con la temperatura, a alrededor del 7 °C a la temperatura crítica. A 205 °C, la constante dieléctrica relativa se reduce a 33 °C, la misma que el metanol a temperatura ambiente.  Así, entre 100 °C y 200 °C el agua se comporta como una mezcla de agua y metanol. La ruptura de los enlaces de hidrógeno también es causa de gran parte del comportamiento anómalo del agua sobrecalentada, así como de la energía extra que debe suministrarse para romper esos enlaces (aumento del calor específico), y de que las moléculas se muevan más libremente (efectos en la viscosidad, la difusividad y la tensión superficial)

## Solubilidad en agua sobrecalentada

### Compuestos orgánicos
Las moléculas orgánicas muestran a menudo un espectacular aumento de la solubilidad en agua al aumentar la temperatura, en parte debido a los cambios de polaridad descrito anteriormente, y también porque la solubilidad de las sustancias moderadamente solubles tiende a aumentar con la temperatura ya que tienen una alta entalpía de solución. Por lo tanto las sustancias que generalmente se consideran "insolubles" puede ser muy solubles en agua sobrecalentada. La solubilidad de los hidrocarburos aromáticos policíclicos (PAH) aumenta cinco veces entre 25 °C y 225 °C, el naftaleno, por ejemplo, forma una solución del 10% en peso en agua a 270 °C, y la variación de la solubilidad de un plaguicida con clorantonil a distintas temperaturas se muestra en la tabla de abajo.
| T (°C) | Fracción molar |
| ------ | -------------- |
| 50     | 5.41 x 10-8    |
| 100    | 1.8 x 10-6     |
| 150    | 6.43 x 10-5    |
| 200    | 1.58 x 10-3    |

Así, el agua sobrecalentada puede utilizarse para procesar muchos compuestos orgánicos con importantes beneficios ambientales en comparación con el uso de disolventes orgánicos convencionales.

### Sales
A pesar de la reducción de la permisividad relativa, muchas sales siguen siendo muy solubles en agua sobrecalentada cuando se acerca al punto crítico. El cloruro de sodio, por ejemplo, se disuelve entre un 37 y un 300% en peso °C. Según se aproxima el punto crítico, la solubilidad disminuye notablemente a unos pocos ppm, y las sales son poco solubles en agua supercrítica.  Algunas sales muestran una reducción de la solubilidad con la temperatura, aunque este comportamiento es más raro.

### Gases
Se suele considerar que la solubilidad de los gases en el agua disminuye con la temperatura, pero esto solamente ocurre hasta una cierta temperatura, luego aumenta la solubilidad de nuevo. Para el nitrógeno, el punto de solubilidad mínimo se da a 74 °C y para el oxígeno a 94 °C. Por lo tanto los gases son muy solubles en agua sobrecalentada a presiones elevadas. Por encima de la temperatura crítica, el agua es totalmente miscible con todos los gases. En particular, el incremento de la solubilidad del oxígeno, permite utilizar el agua sobrecalentada para procesos de oxidación húmeda.

## Corrosión
El agua sobrecalentada puede ser más corrosiva que el agua a temperaturas ordinarias, y para temperaturas superiores a 300 °C pueden ser necesarios recipientes de aleaciones especialmente resistentes a la corrosión, en función de otros componentes disueltos en el agua. Sin embargo se ha descrito el uso continuado de tubos de acero al carbono durante 20 años a 282 °C, sin corrosión importante, y los recipientes de acero inoxidable mostraron sólo una ligera alteración después de 40-50 usos a temperaturas de hasta 350 °C. El grado de corrosión que se puede tolerar depende del uso, e incluso, con el tiempo pueden fallar aleaciones resistentes a la corrosión. La corrosión de un tubo en U Inconel en un intercambiador de calor fue causa de un accidente en una central nuclear. Por lo tanto, para el uso ocasional o experimental, los tipos normales de acero inoxidable probablemente son aceptables con vigilancia continua, pero para aplicaciones críticas y para partes de sistemas difíciles, debe tenerse un cuidado especial en la selección de materiales.

## Efectos de la presión
A temperaturas por debajo de 300 °C el agua es bastante incompresible, lo que significa que la presión tiene poco efecto sobre las propiedades físicas del agua, siempre que sea suficiente para mantener el estado líquido. Esta presión viene dada por la presión de saturación del vapor, y se puede consultar en las tablas de vapor, o calcularlo. Como indicación, la presión de vapor saturado a 121 °C es de 100 kPa, a 150 °C es de 470 kPa, y a 200 °C es de 1 550 kPa. El punto crítico es de 21,7 MPa a una temperatura de 374 °C por encima del cual el agua está en estado supercrítico y no sobrecalentada. Ya por encima de 300 °C, el agua comienza a comportarse como un líquido casi crítico, y las propiedades físicas, tales como la densidad, comienzan a cambiar más significativamente con la presión. También parece haber constancia  de que, con agua sobrecalentada por debajo de 300 °C, una presión mayor aumenta la tasa de extracciones, pero esto podría deberse más al efecto sobre el sustrato, en particular cuando se trata de sustancias vegetales, que a las propiedades del agua.

## Energía necesaria
La energía necesaria para calentar el agua es muy inferior a la necesaria para vaporizarla, por ejemplo para la destilación por vapor y además es más fácil de reciclar utilizando intercambiadores de calor. La energía necesaria puede calcularse a partir de tablas. Por ejemplo, para calentar agua a 25 °C a vapor a 250 °C a 1 atm se requieren 2869 kJ/kg. Para calentar el agua a 25 °C hasta agua líquida a 250 °C a 5 MPa se necesitan solamente 976 kJ/kg. También es posible recuperar gran parte del calor (aproximadamente un 75%) del agua sobrecalentada, y por lo tanto la energía necesaria para la obtención de agua sobrecalentada es la sexta parte de la necesaria para la destilación por vaporización. Esto significa también que la energía contenida en el agua sobrecalentada es suficiente para vaporizar el agua al descomprimirse. En el ejemplo anterior, sólo el 30% del agua se convierte en vapor en la descompresión desde 5 MPa a la presión atmosférica.

## Extracción
La separación de sustancias con agua sobrecalentada tiende a ser rápida porque los índices de difusión aumentan con la temperatura. Los materiales orgánicos tienden a aumentar la solubilidad con la temperatura, pero no todos al mismo ritmo. Por ejemplo, en la extracción de aceites esenciales de romero y de cilantro los valiosos terpenos oxigenados se extraen mucho más deprisa que los carbohidratos. Por lo tanto, la extracción por agua sobrecalentado puede ser a la vez selectiva y rápida, y también ha sido utilizada para fraccionar diesel y separar partículas del humo de leña. También, el agua sobrecalentada se utiliza comercialmente para extraer material de almidón de la raíz de malvavisco que se aplica para el cuidado de la piel, y extraer residuos metálicos de polímeros resistentes a altas temperaturas.
Con fines analíticos, el agua sobrecalentada puede reemplazar a disolventes orgánicos en muchas aplicaciones, por ejemplo, para la extracción de los PAH de los suelos y también se puede utilizar en gran escala para limpiar suelos contaminados, ya sea por extracción sencilla o extracción con oxidación húmeda supercrítica.

## Reacciones
El agua sobrecalentada, junto con agua supercrítica, se utiliza para oxidar materiales contaminantes en procesos de oxidación húmeda. Los compuestos orgánicos se oxidan rápidamente sin los residuos tóxicos que a veces se producen en la combustión. Sin embargo, cuando los niveles de oxígeno son pequeños, los compuestos orgánicos pueden ser bastante estables en agua sobrecalentada. Como la concentración de hidronio (H3O+) y de hidróxido (OH-) es 100 veces mayor que en el agua a 25 °C, el agua sobrecalentada puede actuar como un ácido fuerte o una base fuerte, y puede conseguirse muchos tipos distintos de reacción. Un ejemplo de reacción selectiva es la oxidación de etilbenceno a acetofenona, sin que se forme ácido feniletanoico, o aparezca pirólisis de los productos, y Katritzky et al. publicaron varios tipos de reacción en la que el agua se comporta como reactivo, catalizador o disolvente. Se pueden hidrolizar los triglicéridos en ácidos grasos libres y glicerol con agua sobrecalentada a 275 °C, que puede ser la primera etapa de un proceso de dos para hacer biodiésel. El agua sobrecalentada se puede usar para convertir químicamente la materia orgánica en combustibles. Esto se consigue de varios modos, incluyendo la licuefacción directa hidrotérmica, y la pirólisis hídrica. 
Hay algunas aplicaciones a escala comercial. La depolimerización térmica o proceso de conversión térmica (TCC) utiliza agua sobrecalentada a 250 °C para convertir las heces del pavo en un gasóleo (biodiésel) y se dice que es capaz de procesar 200 toneladas al día de residuos de baja calidad convirtiéndolos en combustible. El producto inicial de la reacción de hidrólisis se deshidrata y posteriormente se procesa por destilación fraccionada en seco a 500 °C. El "SlurryCarb" proceso que emplea EnerTech, utiliza una tecnología similar para descarboxilar residuos biológicos sólidos húmedos, que se deshidratan por medios simplemente físicos y se utiliza como biocombustible sólido, llamado E-Fuel. Parece que la planta de Rialto es capaz de procesar 683 toneladas de basura al día. El proceso HTU o Hydro mejoramiento térmico es similar a la primera etapa del proceso de la CTP. Está previsto poner en marcha una planta experimental en Holanda que parece que es capaz de convertir 64 toneladas de biomasa (base seca) en biodiésel por día.

## Cromatografía
La fase inversa de la cromatografía de alta eficiencia (HPLC) a menudo usa metanol/agua como fase móvil. Dado que la polaridad de agua se extiende por el mismo intervalo entre 25 y 205 °C, se puede utilizar un gradiente de temperatura para analizar mezclas de sustancias similares, por ejemplo, de los fenoles. Usando agua se puede usar el detector de ionización de llama (FID), que da los resultados en masa sensible para casi todos los compuestos orgánicos. La temperatura máxima se limita a aquella en que la fase estacionaria es estable. Las fases de servicio C18 que son comunes en la HPLC parecen ser estables a temperaturas de hasta 200 °C, muy por encima que las del sílice puro, y las fáses del polímero de estireno/divinilbenceno ofrecen estabilidad de temperatura similares. El agua es también compatible con el uso del detector de UV hasta una longitud de onda de 190 nm.